# Eddy Van den Bleeken
Edouard (Eddy) Van den Bleeken (30 januari 1946) is een voormalige Belgische atleet, die gespecialiseerd was in het hamerslingeren. Hij veroverde vier Belgische titels.

## Biografie
Van den Bleeken behaalde tussen 1970 en 1975 vier Belgische titels in het hamerslingeren, waarvan drie opeenvolgende. Hij verbeterde in 1975 met 60,68 m het Belgisch record hamerslingeren van Marcel Hertogs.

### Clubs
Van den Bleeken was aangesloten bij Antwerp AC en stapte in 1980 over naar Daring Club Leuven.

## Belgische kampioenschappen
| Onderdeel      | Jaar                   |
| -------------- | ---------------------- |
| hamerslingeren | 1970, 1973, 1974, 1975 |

## Persoonlijk record
| Onderdeel      | Prestatie | Datum        | Plaats    |
| -------------- | --------- | ------------ | --------- |
| hamerslingeren | 60,68 m   | 26 juni 1975 | Antwerpen |

## Palmares

### hamerslingeren
- 1970:  BK AC – 54,14 m
- 1973:  BK AC – 55,58 m
- 1974:  BK AC – 57,76 m
- 1975:  BK AC – 56,46 m